# Sorokoșîci, Kozeleț
Sorokoșîci (în ucraineană Сорокошичі) este un sat în comuna Kosacivka din raionul Kozeleț, regiunea Cernihiv, Ucraina.

## Demografie
Componența lingvistică a localității Sorokoșîci
     Ucraineană (98,28%)
     Belarusă (1,72%)
Conform recensământului din 2001, majoritatea populației localității Sorokoșîci era vorbitoare de ucraineană (98,28%), existând în minoritate și vorbitori de belarusă (1,72%).